# Neofilchneria
Neofilchneria är ett släkte av bäcksländor. Neofilchneria ingår i familjen rovbäcksländor.
Kladogram enligt Catalogue of Life:
| Neofilchneria | \| \| Neofilchneria erberi \| \| \| \| \| \| Neofilchneria uncata \| \| \| \| |
|               | \| \| Neofilchneria erberi \| \| \| \| \| \| Neofilchneria uncata \| \| \| \| |
|               | Neofilchneria erberi                                                          |
|               |                                                                               |
|               | Neofilchneria uncata                                                          |
|               |                                                                               |